# Kungsbacka (paroisse)
Pour les articles homonymes, voir Kungsbacka.

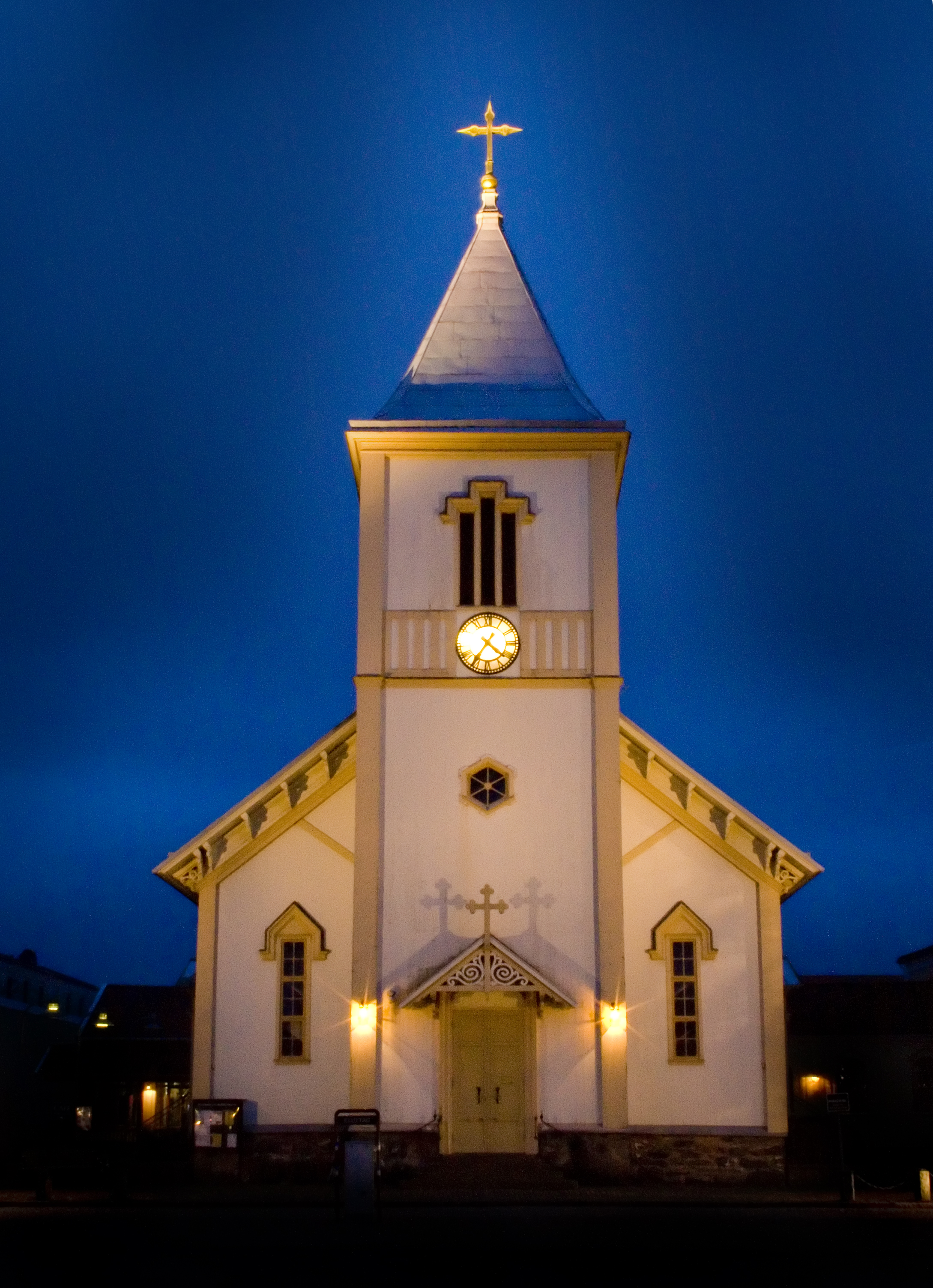
L'église de Kungsbacka

Kungsbacka est le nom d'une paroisse de l'ouest de la Suède, située au nord du Comté de Halland, dans la commune actuelle de Kungsbacka et dont le territoire ne coïncide pas exactement avec celui de la ville de Kungsbacka.

## Démographie
Début 2006, la population de la paroisse de Kungsbacka était estimée à 9 815 personnes.

## Lieux et monuments
- Église construite en 1863-1865 d'après les plans de l'architecte Johan Fredrik Åbom